# Weteranówka
Weteranówka – dawna wieś na Ukrainie, której położenie odpowiada miejscu w obwodzie tarnopolskim, w rejonie krzemienieckim.
Weteranówka powstała za II RP na miejscu rozparcelowanego majątku rosyjskiego generała Turałowa i jego zięcia Mitryfanowa. Osadnicy przybyli z Galicji, z Podola, czy też z ZSRR nakazem władzy sowieckiej (wyrugowani z okolic Żytomierza, Jampola, Bazalii, Szepietówki i Płoskirowa). Weteranówkę zamieszkiwało 63 osadników. W odległości około 5 km na wschód od Dębiny znajdował się Futor Pazichowskiego.
Rozporządzeniem starosty krzemienieckíego z dn. 14 listopada 1926 r. Nr 27993/26 z gromady wiejskiej Białozórka w gminie Białozórka, wydzielono osadę wojskową powstałą na obszarze 623,5 ha i utworzono w niej samodzielną gromadę wiejską pod nazwą "Weteranówka". Gromada ta obejmowała 57 gospodarstw i 230 mieszkańców.
W Weteranówce urodził się Saturnin Borowiec (1926–2016), polski profesor nauk rolniczych w zakresie gleboznawstwa i ekologii, którego ojciec Józed był sołtysem Weteranówki wybranym w 1927. 